# Kashmir (Led Zeppelin)
"Kashmir" is een nummer van de Engelse rockband Led Zeppelin. Het is het zesde nummer van hun zesde studioalbum Physical Graffiti uit 1975. Het nummer is geschreven door Jimmy Page en Robert Plant (met bijdragen van John Bonham) in een periode van drie jaar. De tekst is geschreven in 1973. "Kashmir" werd een belangrijk onderdeel van de concerten van Led Zeppelin; het is op bijna elk concert van de band gespeeld nadat het werd uitgebracht. Page and Plant namen een langere liveversie op, uitgebracht op hun livealbum No Quarter: Jimmy Page and Robert Plant Unledded. 

## NPO Radio 2 Top 2000
| Nummer met noteringen in de NPO Radio 2 Top 2000 | '12  | '13 | '14 | '15 | '16 | '17 | '18 | '19 | '20 | '21 | '22 | '23 | '24 |
| ------------------------------------------------ | ---- | --- | --- | --- | --- | --- | --- | --- | --- | --- | --- | --- | --- |
| Kashmir                                          | 1032 | 520 | 167 | 182 | 258 | 251 | 275 | 296 | 320 | 299 | 258 | 299 | 274 |

1. ↑  Een vetgedrukt getal geeft de hoogste notering aan.
2. ↑  2012 was het eerste jaar met een notering voor dit nummer.

John Bonham · John Paul Jones · Jimmy Page · Robert Plant